# الشزبي (القفر)

تعديل مصدري - تعديل

الشزبي هي إحدى قرى عزلة بني سيف العالي بمديرية القفر التابعة لمحافظة إب، بلغ تعداد سكانها 455 نسمة حسب تعداد اليمن لعام 2004.